# كفور نجم
قرية كفور نجم هي إحدى القرى التابعة لمركز الإبراهيمية في محافظة الشرقية في جمهورية مصر العربية. حسب إحصاءات سنة 2006، بلغ إجمالي السكان في كفور نجم 18856 نسمة، منهم 9674 رجل و9182 امرأة.

## التاريخ
قرية كفور نجم من القرى القديمة، حيث وردت باسم «الطرادية» في أعمال الشرقية ضمن قرى الروك الصلاحي التي أحصاها ابن مماتي في كتاب قوانين الدواوين. كما وردت باسم «طرادية العرب» في أعمال الشرقية ضمن قرى الروك الناصري التي أحصاها ابن الجيعان في كتاب «التحفة السنية بأسماء البلاد المصرية». وفي العصر العثماني كان اسمها في التربيع العثماني الذي أجراه الوالي العثماني سليمان باشا الخادم في عصر السلطان العثماني سليمان القانوني «كفور أولاد نجم» ضمن قرى ولاية الشرقية، وفي تاريخ 1228هـ/1813م الذي عدّ قرى مصر بعد المسح الذي قام به محمد علي باشا باسم «كفور نجم» ضمن قرى مديرية الشرقية.